# Janet Reátegui Rivadeneyra
Janet Reátegui Rivadeneyra (Napo, 9 de agosto de 1965) es una profesora y política peruana. Actualmente es consejera regional de Loreto por la provincia de Maynas y fue alcaldesa del distrito de Indiana durante dos periodos consecutivos entre 2011 y 2018.
Nació en el distrito de Napo, provincia de Maynas, departamento de Loreto, Perú, el 9 de agosto de 1965, hija de Celso Alejandro Reátegui Mosquera y Dolores Rivadeneyra Panduro. Cursó sus estudios primarios y secundarios en su localidad natal. Entre 1984 y 1987 cursó estudios técnicos de educación primaria en la ciudad de Iquitos.
Su primera participación política fue en las elecciones municipales de 1998 cuando se presentó como candidata a regidora del distrito de Indiana por la agrupación Fuerza Loretana sin éxito. En las elecciones municipales del 2010 fue candidata a la alcaldía de ese distrito por el Movimiento Independiente Loreto - MI Loreto siendo elegida con el 34.059% de los votos y reelegida el 2014 con el 30.316%. Ante la prohibición de reelección de las autoridades ediles impuesta en el 2018, participó en las elecciones regionales como candidata al consejo del Gobierno Regional de Loreto por la provincia de Maynas por el partido Restauración Nacional siendo elegida.